# 300 (Film)
300 ist eine US-amerikanische Comicverfilmung aus dem Jahr 2006 von Zack Snyder. Der Film basiert auf der gleichnamigen Graphic Novel von Frank Miller und Lynn Varley von 1998. Weltpremiere war am 9. Dezember 2006 beim Austin Butt-Numb-A-Thon in den USA. Am 14. Februar 2007 wurde das Werk bei der Berlinale 2007 außer Konkurrenz gezeigt. Filmstart war am 9. März 2007 in den US-Kinos, in Deutschland und der Schweiz am 5. April 2007, und in Österreich am Folgetag.
Der Film ist eine fiktionalisierte Erzählung einer Episode aus den Perserkriegen, nämlich die Geschichte der Schlacht bei den Thermopylen. Ebenso wie seine Comic-Vorlage orientiert er sich nur grob an den Historien des antiken Historikers Herodot. Mit einem weltweiten Einspielergebnis von über 445 Millionen US-Dollar – bei Produktionskosten von 65 Mio. – war 300 einer der erfolgreichsten Filme 2007.

## Handlung
Erzählt wird 300 aus der Sicht von Dilios, einem Soldaten aus Sparta. Die Spartaner werden als ein Volk von gnadenlosen Kriegern gezeigt, die missgebildete und schwächliche Säuglinge gleich nach der Geburt töten und ihre Söhne mit äußerster Härte nach der Agoge erziehen. Der Erzähler berichtet von der Legende eines 15-jährigen Jungen, der in einem Initiationsritual alleine in die Wildnis geschickt wird und dort gegen einen wilden Wolf besteht.
30 Jahre später ist dieser Junge der König Leonidas I. von Sparta, als Großkönig Xerxes von Persien mit einer riesigen Armee nach Griechenland marschiert. Er schickt einen Boten nach Sparta, um Leonidas eine kampflose Annexion Spartas anzubieten. Dieser empfindet das Angebot als Beleidigung und wirft den Unterhändler samt seiner Begleitung in einen Brunnen. Bevor Leonidas in den Krieg zieht, um Sparta zu verteidigen, befragt er nach altem Gesetz das Orakel zu seinem Kriegsplan. Die Ephoren, die Hüter des Orakels, sind jedoch von Xerxes bestochen worden und verweigern ihm den Segen unter dem Vorwand des Karneiafestes, welches neun Tage lang jegliche Kampfhandlung verbietet.
Im Rat wird Leonidas wegen des Orakelspruchs für seine Kriegspläne heftig kritisiert, vor allem aber wegen der Aussichtslosigkeit eines Kampfes gegen die zahlenmäßig weit überlegene persische Streitmacht. Trotzdem zieht Leonidas mit 300 ausgesuchten Spartiaten, von denen jeder bereits einen männlichen Stammhalter gezeugt hat, „auf Wanderschaft“. Sein Ziel ist es, die Perser an einem schmalen Engpass zwischen dem Meer und dem Gebirge, den Thermopylen, aufzuhalten, wo die zahlenmäßige Übermacht der Gegner weniger Gewicht habe. Auf dem Weg dorthin schließt sich den Spartiaten eine Schar Arkadier an.
Damit die Perser gezwungen sind, den Pfad über die Thermopylen zu benutzen, errichten die Griechen eine Mauer aus Steinen sowie aus getöteten persischen Spähern. Ein körperbehinderter Exil-Spartaner namens Ephialtes warnt Leonidas vor einem verborgenen Pfad, über den die Perser die Griechen einkesseln könnten. Zugleich bittet er Leonidas, mit den Spartiaten gegen die Perser kämpfen zu dürfen, um den Namen seines Vaters reinzuwaschen, der mit ihm gleich nach seiner Geburt aus Sparta geflohen war, um die Tötung des Sohnes zu verhindern. Leonidas weist ihn zurück, da Ephialtes mit seiner Behinderung zwar einen Speer führen kann, aber sein schwacher Schildarm die Phalanx der Griechen schwächen würde. Er bietet Ephialtes die Aufgabe an, stattdessen verwundete oder gefallene Krieger zu betreuen, was dieser gekränkt von sich weist.
Bevor die Angriffe beginnen, geben die Perser den Griechen Gelegenheit, die Waffen niederzulegen, doch Leonidas entgegnet nur: „Kommt und holt sie euch.“ Die Griechen wehren die ersten Angriffe der Perser ab. Daraufhin bittet Xerxes Leonidas zu einer Audienz und versucht, ihn zur Aufgabe zu bewegen, indem er ihm das Kommando über die persischen Streitkräfte in ganz Griechenland anbietet. Leonidas lehnt jedoch ab und schlägt mit seinen Männern auch die Elitegarde des Königs, die gefürchteten Unsterblichen, zurück, was Xerxes noch mehr erzürnt.
In der Zwischenzeit versucht Leonidas’ Gattin, Königin Gorgo, den Senat zu überzeugen, ihren Mann mit der Armee zu unterstützen und für die Freiheit Spartas zu kämpfen. Senator Theron nutzt die durch sein Geschlecht gegebene Vormachtstellung aus und erpresst die Königin. Er wird ihr im Senat nicht widersprechen, dafür muss sie Theron zu Willen sein. Um ihren Mann zu retten, geht die Königin auf das Angebot ein. Theron bricht jedoch sein Wort und beschuldigt sie im Senat, sich ihm und anderen angeboten zu haben. Daraufhin erdolcht ihn die Königin, und aus seiner Tasche fallen persische Münzen – so erkennt der Senat Theron als Verräter.
Währenddessen wird bekannt, dass Ephialtes den geheimen Pfad an die Perser verraten hat. Die Lage der Griechen ist damit aussichtslos, denn ohne die strategisch günstige Stellung am Thermopylen-Pass sind sie den zahlenmäßig weit überlegenen Persern nicht gewachsen. Die Arkadier ziehen sich deswegen zurück. Der verwundete Dilios wird von Leonidas nach Sparta geschickt, um von dem tapferen Kampf gegen die Perser zu berichten. Sein einziger Wunsch ist es, dass sich das Volk der Griechen an seine Tat erinnere. Dilios schließt sich den Arkadiern an und begibt sich auf die Reise nach Sparta.
Der König bleibt mit seinen restlichen Kämpfern zurück, um sich dem letzten Gefecht zu stellen. Ein letztes Mal schlägt er ein Kapitulationsangebot aus, weil er lieber als freier Grieche sterben will, statt als Kriegsherr der Griechen unter Xerxes weiterzuleben. So kämpfen er und seine Männer bis zum Tod gegen die weit überlegenen Perser, erreichen aber dadurch das nach ihrer Vorstellung höchste Lebensziel – im Krieg für Sparta als freier Mann zu fallen. Bei diesem letzten Kampf widerlegt Leonidas die Behauptung des persischen Großkönigs, eine Gottheit und damit unverwundbar zu sein, indem er den persischen Großkönig mit einem geschleuderten Speer im Gesicht verletzt, bevor er mit seinen Kriegern vom Gegner überrannt wird.
Ein Jahr später ist Dilios selbst Anführer der Armee der Griechen und stellt sich nun den Persern bei Plataiai mit 10.000 Spartiaten, die ein Heer von 30.000 weiteren Griechen anführen. Da die persische Streitmacht diesmal nur um ein „lächerliches“ Dreifaches größer ist, gebe es – so Dilios – „gute Aussichten für jeden Griechen“. Mit diesen Worten führt er seine Kameraden in die letztlich siegreiche Schlacht gegen den Feind.

## Hintergrund

### Produktion
300 ist eine Co-Produktion von Warner Bros., Legendary Pictures, Atmosphere Entertainment MM, Virtual Studios und Hollywood Gang Productions, in Deutschland im Verleih der Warner Bros. Deutschland GmbH. Die Dreharbeiten mit einem Budget von etwa 65 Millionen US-Dollar, umgerechnet rund 44 Millionen Euro, begannen am 17. September 2005 in Montreal und wurden nach 60 Drehtagen im Jahr 2006 mit der Postproduktion, für die fast ein Jahr benötigt wurde, beendet. Weitere Aufnahmen entstanden in Los Angeles.
Der Film wurde ähnlich wie auch schon Frank Millers Sin City im Digital-Backlot-Verfahren inszeniert. Dazu agierten die Schauspieler in Montreal auf Sets vor Bluescreens und Greenscreens, in die die Hintergründe nachträglich in der Postproduktion des Films mit digitaler Bildbearbeitung eingefügt wurden. Lediglich eine Szene zu Beginn des Films, in der ein Bote auf die Kamera zureitet, wurde in Los Angeles im Freien, aber dennoch vor einer grünen Leinwand, gedreht. Weiterhin kam bei der Produktion des Films die Technik des Bleach-Bypass-Effekts zur Anwendung. Es wurden zu 90 % Bluescreens und zu 10 % Greenscreens verwendet, da die Bluescreens für die gewünschte Beleuchtung besser geeignet waren und sich die Nachbearbeitungen der Szenen, die rote Umhänge der Spartaner enthielten, leichter gestalten ließen. Die Szene, in der der Tanz des Orakels zu sehen ist, wurde mittels Wet-for-dry-Technik aufgezeichnet. Der Film enthält 1.523 Schnitte, über 1.300 Szenen mit visuellen Effekten und einer Gesamtzahl von über 8.600 visuellen Elementen.
Um die Kosten für die Requisite zu reduzieren, wurde auf Waffen aus den Filmen Troja und Alexander, die beide 2004 produziert wurden, zurückgegriffen.

### Veröffentlichung

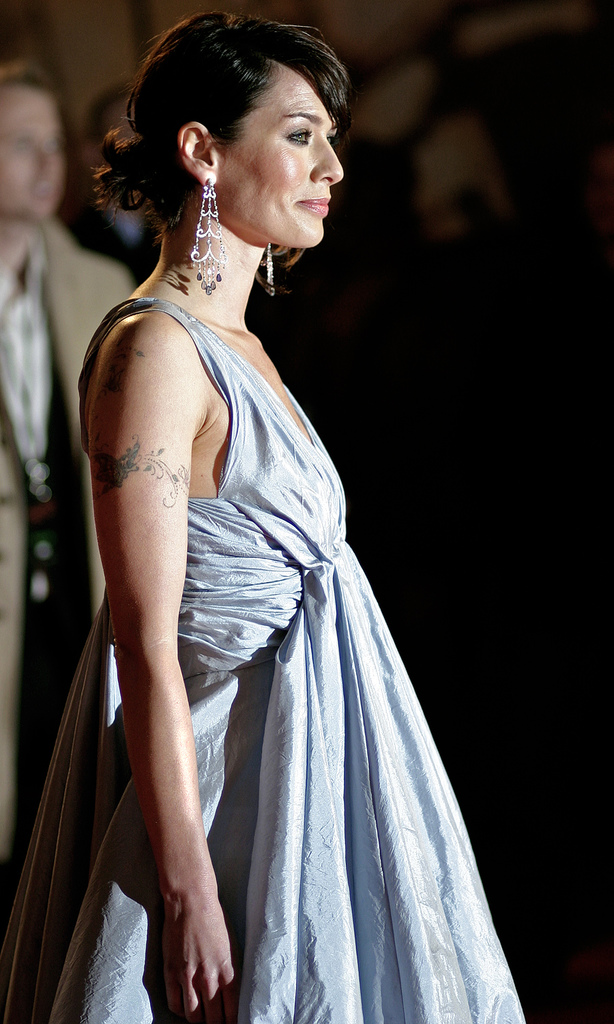
Lena Headey bei der Premiere von 300, London, März 2007

Der Film feierte seine Weltpremiere am 9. Dezember 2006 beim Austin Butt-Numb-A-Thon in den USA und wurde am 14. Februar 2007 im Wettbewerb der Berlinale 2007 außer Konkurrenz vorgeführt. Der Film war ab dem 9. März 2007 in den US-amerikanischen Kinos zu sehen. Der Kinostart in Deutschland und der Schweiz erfolgte am 5. April 2007, in Österreich einen Tag später.
Am Startwochenende spielte 300 in den US-amerikanischen Kinos knapp 70,9 Millionen US-Dollar ein, davon 3,4 Millionen in IMAX-Kinos. Damit übertraf er den Film Superman Returns, der bisher das beste Startergebnis in IMAX-Kinos erzielte. Zudem gelang dem Film der bisher beste März-Start. In den USA erzielte der Film Einnahmen in Höhe von knapp 210,6 Millionen US-Dollar. Mittlerweile gehört der Film mit einem weltweiten Einspielergebnis von über 456 Millionen US-Dollar zu den 70 erfolgreichsten Filmproduktionen aller Zeiten. An den deutschen Kinokassen wurden mehr als 1,5 Millionen Zuschauer gezählt.
Warner veröffentlichte den Film nicht nur auf DVD, sondern auch auf Blu-ray, HD DVD und UMD. Dadurch beteiligte sich das Unternehmen nicht an dem Streit um den Nachfolger der DVD. Insgesamt erschien der Film in acht Versionen:
- Einzel-DVD
- limitierte 2-DVD-Sonderedition im Digipak und Schuber inkl. 32-seitigem Buch
- streng limitierte 2-DVD-Sammleredition in einer Metallhülle (SteelBook) mit Helm, 32-seitigem Buch und Sammelkarten
- Blu-ray SteelBook The Ultimate Experience inklusive 40-seitigem Buch
- HD-DVD
- UMD

Im Bonusmaterial der Special-Edition ist ein Ausschnitt der Animation des dem Film zugrundeliegenden Comics sowie die vollständige Testaufnahme einer Schlachtszene zwischen Spartanern und Persern als Easter Egg enthalten. Mit diesem Material überzeugte der Regisseur Zack Snyder Warner Bros., ihm den Auftrag für die Produktion des Films zu geben. Weiterhin enthält die Special-Edition die Dokumentation The 300: Fact or Fiction? (englisch).
Der Film wurde von Warner Home Video am 24. August 2007 in Deutschland mit einer FSK-16-Freigabe veröffentlicht. Auch der Kinofilm war ab 16 Jahren freigegeben.
In den Vereinigten Staaten erhielt der Film wegen seiner drastischen Gewaltdarstellung in den Kampfszenen und einiger Darstellungen von Sexualität sowie Nacktheit von der Motion Picture Association ein R-Rating, welches unter 17-jährigen nur in Begleitung eines Erziehungsberechtigten oder eines anderen Erwachsenen Eintritt zur Vorstellung gewährt. Ursprünglich erhielt Zack Snyder den Auftrag von Warner Bros., den Film so zu drehen, dass dieser eine PG-13-Freigabe erhalten sollte. Dies lehnte Snyder ab und konnte sich schließlich durchsetzen, einen R-Rated Film zu drehen.

### Comic und Drehbuch
Im direkten Vergleich des Comics von Frank Miller mit dem von Zack Snyder adaptierten Drehbuch fällt vor allem die visuelle Umsetzung als eine authentische Wiedergabe der Farbpalette und der Stimmung der Vorlage auf. Die Storyführung hingegen wurde durch verschiedene Handlungsstränge und Figuren ergänzt, die im Comic nicht vorkommen: Weder das überfallene Dorf am Anfang der Reise, noch groteske Kampfwesen wie das Nashorn, der Henker mit Scherenarmen oder der übergroße Berserker („Uber Immortal“) kommen im Comic vor. Auffälligste Änderung ist die Auseinandersetzung von Leonidas’ Frau, Königin Gorgo, mit dem spartanischen Senat sowie dem korrupten Senator Theron. Die Königin ist im Comic eine eher grobschlächtige Person mit einem einzigen, kurzen Auftritt. Im Film wird sie zu einer ausgesprochen attraktiven, schlagfertigen und emanzipierten Frau, der eine zentrale Rolle zukommt. Die Figuren des Senators Theron sowie des Sohnes von Leonidas kommen im Comic gar nicht vor. Die Darstellung des Protagonisten Leonidas ist im Comic deutlich düsterer und negativer als im Film. Vor allem die in den Film eingebaute liebevolle Beziehung zu Frau und Kind gibt Leonidas eine menschliche Facette, die im Comic fehlt.
Frank Miller äußerte sich zu Fragen, ob er die Verfilmung seines Comics für gelungen halte, entsprechend ambivalent. Einerseits erklärte er, von der visuellen Umsetzung begeistert zu sein. 300 sei bei Snyder in dieser Hinsicht „in guten Händen“. Andererseits äußerte er sich kryptisch in Bezug auf die inhaltlichen Änderungen. Es sei ihm klar gewesen, dass die Film-Adaption des Comics einige Änderungen nötig gemacht habe. Er habe sich als Berater zur Verfügung gestellt, sich aber letztendlich im Hintergrund gehalten. Angesprochen auf die Zusammenarbeit mit Zack Snyder erklärte Miller, diese habe kaum stattgefunden. Das ein oder andere sei besprochen worden, letztendlich sei es aber Snyders Film, nicht seiner. Auch betonte er, er werde in Zukunft seine Werke nur noch selbst adaptieren und verfilmen. Bei der Verfilmung seines Comics Sin City wirkte Miller als Co-Regisseur mit.
Der dem Film zugrundeliegende gleichnamige Comic erscheint bei Cross Cult, ebenso wie die Dokumentation 300: The Art of the Film zur Filmentstehung.

### Historische Zitate und Redewendungen
Als Xerxes verlangt, dass die Spartaner die Waffen niederlegen, antwortet Leonidas mit den Worten „Kommt und holt sie euch!“ Dieser Ausspruch, im Griechischen „Molon labe“, wurde von Plutarch überliefert. Heute ist er das Motto des ersten Corps der griechischen Streitkräfte und wird zudem häufig von US-amerikanischen Waffen-Lobbyisten vorgebracht.
Der Ausspruch „Dann werden wir im Schatten kämpfen“ stammt von Dienekes, der dies äußerte, nachdem die Spartaner vor der gewaltigen Anzahl von Bogenschützen gewarnt worden waren, die mit ihren Pfeilen den Himmel verdunkeln würden. Heute trägt die XX. Panzerdivision der griechischen Streitkräfte den Ausspruch als Motto.
Königin Gorgo sagt: „Weil nur Frauen aus Sparta wahre Männer gebären“. Allerdings entgegnete sie dies nicht, wie im Film, einem persischen Abgesandten. Laut Plutarchs drittem Buch antwortete sie so einer Frau aus Athen, die sie fragte, warum spartanische Frauen in der Gegenwart von Männern sprechen würden.
„Komm mit deinem Schild zurück oder auf ihm“ ist eine Redewendung, die spartanische Frauen ihren Ehemännern und Söhnen mitgaben, die in den Kampf zogen. Der Hintergrund dieser Redewendung ist, dass gefallene Spartaner von ihren Kameraden auf ihrem Schild vom Schlachtfeld getragen wurden. Andererseits warfen Kämpfer, die vom Schlachtfeld flüchteten, ihren schweren Schild weg, um schneller fliehen zu können. Diese Feigheit war bei den Spartanern verpönt.
Als der Erzähler das Chaos innerhalb der persischen Truppen beschreibt, bei dem die vordersten Truppen zum Rückzug, während die hintersten Truppen zum Angriff rufen, bedient er sich des Gedichtes Horatius von Thomas Macaulay, 1. Baron Macaulay. Das Gedicht entstand 1842 und handelt von wenigen römischen Streitkräften, die eine Brücke gegen eine feindliche Übermacht halten konnten. Aus diesem Gedicht stammen die Zeilen: „Was none who would be foremost // To lead such dire attack; // But those behind cried, »Forward!« // And those before cried, »Back!«“
Der Monolog, den der Erzähler rezitiert, während der gefallene Leonidas und seine getöteten Truppen gezeigt werden, ist eine Inschrift, die auf dem Gedenkstein für die gefallenen Spartaner gestanden haben soll. Diese berühmte Phrase lautet: „Wanderer, kommst du nach Sparta, verkündige dorten, du habest uns hier liegen gesehn, wie das Gesetz es befahl.“

### Historische Ungenauigkeiten
Von den historischen Ereignissen berichtet Herodot im 7. Buch seiner Historien.
Der Film versucht, den Comic von Frank Miller ästhetisch genau für das Medium Film umzusetzen. Ein Versuch, historische Genauigkeit zu erzielen, hätte diese Grundidee zerstört, da sich Frank Miller selbst nicht sonderlich um historische Genauigkeit bemühte, sondern vor allem ästhetische Maßstäbe anlegte. Dementsprechend ist es müßig, einen detaillierten Abgleich des Films mit den Erkenntnissen der Geschichtswissenschaft und der Archäologie zu versuchen – am deutlichsten lässt sich dies im Auftreten von phantasievollen Monstern auf der Seite der persischen Armee erkennen. Auffällig ist unter anderem auch die völlig unhistorische Darstellung der Knabenliebe, die Leonidas im Film in verächtlicher Weise den Athenern zuordnet und mit mangelndem Kampfeswillen in Verbindung bringt. Tatsächlich war die Päderastie gerade in Sparta verbreitet und staatlich ausdrücklich legitimiert, und dies gerade im Rahmen der Förderung des Kriegerideals.

### Musik
Die Musik zum Film schrieb Tyler Bates, der für seine Filmmusik zu Zack Snyders Dawn of the Dead und Rob Zombies The Devil’s Rejects einem breiteren Publikum bekannt wurde und auch die Musik zu Rob Zombie’s Halloween und Resident Evil: Extinction beisteuerte. In einem ersten offiziellen Teaser-Trailer wurde der Song Just Like You Imagined von Nine Inch Nails verwendet, der auf ihrem Album The Fragile enthalten ist. Die weibliche Stimme, die im Soundtrack in diversen Liedern zu hören ist, stammt von der aus Iran stammenden Sängerin Azam Ali, die schon des Öfteren mit Tyler Bates zusammenarbeitete.
Kritik wurde von Kommentatoren am Musiktitel Message for the Queen laut, für den Tyler Bates zwar zeichnet, dessen Melodie jedoch der des Volksliedes Zajdi, zajdi jasno sonce (übersetzt in etwa: „Geh’ unter, geh’ unter, gleißende Sonne“) von der Balkanhalbinsel ähnelt. Inzwischen hat Bates zugegeben, sich an einer Version des Liedes orientiert zu haben.
Derartige Vorwürfe gegen Tyler Bates sind nicht neu in der US-amerikanischen Filmkomponistengemeinde. An Bates wurde Kritik geübt, da er verschiedene bereits vorher existierende Filmmusiken anderer Komponisten ohne große Änderungen für die Musik von 300 verwendete. Hervorgehoben wurde insbesondere das Plagiat der Hauptthemen des Films Titus, die Filmmusik-Themen Returns a King und Come and Get Them sind zwei in Tonart, Harmoniefolge, Tempo, Rhythmus, Orchestrierung, Melodie und Chorarrangement nahezu identische Kopien des Themas Victorious Titus von Elliot Goldenthal. Die Finalmusik von 300 (Remember Us) basiert vollständig auf dem Finale des Titus-Soundtracks. Weitere Plagiatsvorwürfe beziehen sich u. a. auf die widerrechtliche Verwendung von Musik aus den zwei Troja-Soundtracks – sowohl des offiziellen von James Horner als auch des nicht verwendeten von Gabriel Yared – sowie aus dem Film Black Hawk Down, für den Hans Zimmer die Musik komponierte.
Dennoch erklärt Bates auf seiner eigenen Webseite in Bezug auf den Film 300, seine Musik besitze ein „eigenständiges Timbre“ und umfasse eine orchestrale „Klangpalette“, die für diese Art von Filmen bislang unbekannt sei.
Am 3. August 2007 gab Warner Bros. auf der Internetseite des Konzerns bekannt, dass die Plagiate durch Bates ohne Wissen und Beteiligung von Warner Bros. entstanden sind. Entsprechend enthält das Re-Release der Blu-ray des Films den Hinweis, dass der Soundtrack teilweise aus bereits existierendem Material abgeleitet wurde, das nicht von Bates stammt.
Am 7. April 2007 veröffentlichte Warner Bros. Records einen Soundtrack zum Film, der 25 Musiktitel mit einer Gesamtspielzeit von über 96 Minuten enthält.

### Synchronisation
Die deutschsprachige Synchronfassung wurde von Interopa Film nach dem Dialogbuch von Klaus Bickert unter der Dialogregie von Tobias Meister produziert.
| Darsteller         | Deutsche Synchronisation | Rolle                |
| ------------------ | ------------------------ | -------------------- |
| Gerard Butler      | Tilo Schmitz             | König Leonidas       |
| Lena Headey        | Maud Ackermann           | Königin Gorgo        |
| Dominic West       | Erich Räuker             | Theron               |
| Vincent Regan      | Thomas Nero Wolff        | Hauptmann            |
| Andrew Tiernan     | Lutz Schnell             | Ephialtes            |
| Rodrigo Santoro    | Peter Flechtner          | Xerxes               |
| Tom Wisdom         | Dennis Schmidt-Foß       | Astinos              |
| Andrew Pleavin     | Michael Iwannek          | Daxos                |
| David Wenham       | Tobias Kluckert          | Dilios               |
| Greg Kramer        | Karl Heinz Oppel         | Erster der Ephoren   |
| Stephen McHattie   | Bodo Wolf                | Loyalist             |
| Peter Mensah       | Torsten Michaelis        | Persischer Bote      |
| Tyrone Benskin     | Engelbert von Nordhausen | Persischer Gesandter |
| Michael Fassbender | Nicolas Böll             | Stelios              |

### Sonstiges

Parodie Das ist Sparta!

König Leonidas Ausruf „Das ist Sparta!“ führte zu einem Internetphänomen, infolgedessen vielfältige Illustrationen im Internet, aber auch bei Demonstrationen, darunter im Verlauf der griechischen Staatsschuldenkrise, zu sehen waren.
Im Jahr 2008 erschien die Komödie Meine Frau, die Spartaner und ich, die die Handlung von 300 persifliert und auch Elemente aus anderen Filmen wie beispielsweise Transformers thematisiert. Der bereits 2007 erschienene Kurzfilm United 300 parodiert ebenfalls den Film 300 sowie den Film Flug 93. Diese Parodie wurde bei den MTV Movie Awards 2007 in der Kategorie Best Movie Spoof ausgezeichnet.
Rodrigo Santoro sprach zunächst für die Rolle des Astinos vor. Zack Snyder war jedoch von seiner schauspielerischen Leistung dermaßen beeindruckt, dass er ihm die Rolle des Xerxes gab. Für die Rolle der Königin Gorgo, die schließlich an Lena Headey vergeben wurde, waren zunächst Sienna Miller sowie Silvia Colloca vorgesehen. Der junge Leonidas, der eingangs des Films beim Kampftraining zu sehen ist, wurde von Zack Snyders Sohn gespielt. Tim Connolly ist in dem Film nicht nur als Leonidas’ Vater zu sehen, sondern war zugleich das Stuntdouble für Gerard Butler. Butler trainierte sich seine Muskeln innerhalb von vier Monaten an. Speziell dafür wurde das „300-Wiederholungen-Workout für Spartaner“ von Extrem-Bergsteiger Mark Twight entwickelt, an dem viele der Nebendarsteller und Statisten ebenfalls teilnahmen.

## Rezeption

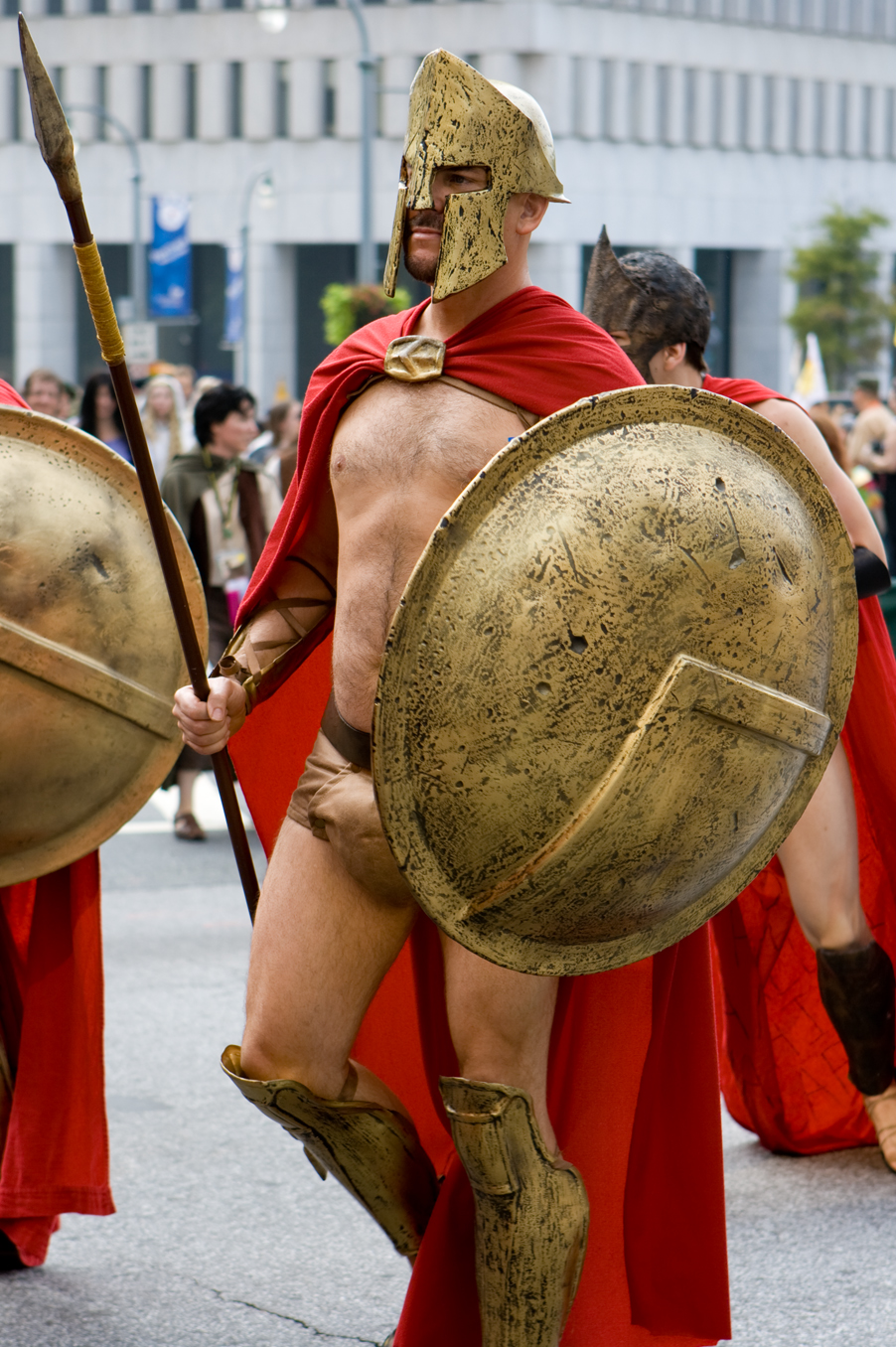
Cosplay eines dem Film nachempfundenen Spartaner

Der Film wurde in den USA überwiegend gemischt bis positiv aufgenommen, während er in Europa auf eine gemischte, tendenziell eher negative Kritik traf.

### Filmkritik
Bei der Weltpremiere während der Berlinale erhielt der Film von den anwesenden 1.700 Zuschauern Standing Ovations. Nur wenige Stunden zuvor war der Film bei einer Pressevorführung ausgebuht worden.
Die Ästhetik der Darstellung, insbesondere der „eindrucksvoll inszenierten und choreografierten Kampfszenen“, wurde gelobt. So sei 300 ein „bildgewaltiges“ Filmwerk, das mit einer „visuellen Überwältigungsstrategie“ punkte. Das „gekonnte Spiel mit Zeitlupe und Zeitraffer“ sei bei der effektreichen Produktion gelungen, bei der es sich um eine „perfekt gestaltete Umsetzung der Comicvorlage“ handle. Insgesamt sei der Film eine „werkgetreue Comicverfilmung mit überwältigender Optik und kunstvoll stilisierten Kampfszenen“. Lukas Foerster von critic.de hingegen beurteilt 300 als wenig gelungenen „Versuch, ein Comic nicht durch eine Auseinandersetzung mit der Struktur des Mediums, sondern durch eine direkte Übertragung der visuellen Bildinhalte auf die Leinwand zu transportieren“. Der Vergleich des Films mit einem Videospiel wurde sowohl im positiven als auch im negativen Sinn gezogen. Weitestgehende Einigkeit herrschte unter den Kritikern, dass der detaillierten Darstellung der Schlachten die Ausgestaltung der Handlung und ihrer Charaktere zum Opfer fällt. So bemängelt der amerikanische Filmkritiker Roger Ebert, die Figuren des Films seien eindimensional und eher Karikaturen denn Charakterzeichnungen.

### Vorwurf faschistoider Tendenzen
Ebert gehört zu einer Reihe von Kritikern, die dem Film vorwerfen, ein faschistisches Ideal zu feiern. So resümierte das Lexikon des internationalen Films, mit seiner „unreflektierten Haltung gegenüber faschistoidem Gedankengut“ könne „der pathetische Actionfilm leicht als Propagandafilm verstanden werden“. Thomas Willmann von artechock urteilt, der Film gleiche einem „lächerlich unbeholfenen Irakkriegs-Durchhalte-Propagandastreifen (oder Irankriegs-Vorbereitungs-Propagandastreifen)“ und wirke wie „eine unheilige Allianz aus faschistoider Geisteshaltung und peinlich pubertärer Ästhetik“. Auch der Historiker Joachim Schroth sieht 300 stärker als Durchhaltefilm statt als typischen Antikfilm. Der Kritiker Joachim Schätz hält 300 zwar für derart „grobschlächtig“ und seine Verwendung ideologischer Begriffe für so beliebig, dass das „Kramen nach [geopolitischen] Subtexten“ darin sinnlos sei, stellt aber fest:

„Wirklich konkret ist in diesem Rorschach-Blutfleck (wie zuletzt in Mel Gibsons ähnlich mehrdeutiger Zivilisationskritik Apocalypto) nur eine reaktionäre Abscheu gegenüber Multikulturalismus und urbaner Unübersichtlichkeit: Der böse Xerxes ist eine androgyne drag queen mit dem Gesicht von Grace Jones und dem Bass von James Brown, die demokratischen Athener sind feinnervige Feiglinge und ‚boy lovers‘ und die inneren Feinde Spartas ein Diplomat und ein ausgegrenzter Freak.“

Claudius Seidl von der Frankfurter Allgemeinen Sonntagszeitung verteidigt den Film gegen diese Anschuldigungen und verweist stattdessen darauf, „wie viel Fiktion in jenen Erzählungen steckt, welche wir für Geschichtsschreibung halten“. Die ideologischen Vorwürfe im Hinblick auf aktuelle Konflikte zwischen Abendland und Morgenland sieht er darin entkräftet, dass „wann immer in der europäischen Geschichte das Abendland gerettet wurde, waren das Szenen, vor denen es jeden Abendlandsverteidiger graust“. Auch Joachim Schätz von filmzentrale.com macht keinen Hehl aus der Deutungsbeliebigkeit der Handlung: „Der Männlichkeitsirrsinn um Blut, Boden und Kriegerehre fährt einem in ‚300‘ so unverblümt und undistanziert mit dem Arsch ins Gesicht, dass jede spitzfindig argumentierte Ideologiekritik daran abprallt wie die Pfeile der Perser an den Spartanerschilden.“ Auch Deike Stagge von Filmstarts räumt ein, dass der Film womöglich faschistisches Gedankengut transportiert, das aber im Lichte eines „völlig überzogenen Heldentrash im Comicstil“ als eine unrealistische Interpretation daherkomme.
Die rechtsextreme Identitäre Bewegung hat ihr Logo – den griechischen Buchstaben Lambda (Λ = L, der für Lakedaimon, den antiken Namen Spartas, steht) – dem Film entlehnt.
Der Film lenkte die Aufmerksamkeit rechter Bewegungen – insbesondere in den USA – verstärkt auf das antike Sparta. Seither dient Sparta dort zunehmend als Projektionsfläche rechter Ideologie. Das im Film gezeichnete Bild eines hypermaskulinen, ‚reinen‘ und militarisierten Staates wird dabei als Idealbild eines vermeintlich perfekten Staates instrumentalisiert und wird vor allem auch im digitalen Raum als rechte Propaganda verbreitet.

### Sichtweise des Regisseurs und Drehbuchautors
Rund um die Premiere auf der Berlinale 2007 konfrontierten Journalisten den Regisseur und Drehbuchautor von 300, Zack Snyder, mit zahlreichen Fragen bezüglich der in Europa kritisierten Unterschiede zwischen Comic und Drehbuch. Diese Fragen überraschten und „amüsierten“ den US-Amerikaner, der nach eigenen Worten nicht damit gerechnet hatte, da der Film in den USA weniger deutlich kritisiert wurde als in Europa. Den Vorwurf, Handlung und Charakter des Films entsprüngen einer faschistischen Gedankenwelt, bestritt Snyder und betonte ausdrücklich, dass diese Gedankenwelt nicht die seine sei. „Es ist schlecht, unbeabsichtigt einen faschistischen Film zu machen“, scherzte er.
Snyder will den Film als Geschichte verstanden wissen, die sich eine „unmoralische Gruppe Männer am Lagerfeuer“ erzählen würde. Bei dieser Gelegenheit würde natürlicherweise übertrieben und idealisiert. Die unreflektierte Position, aus der heraus die Stereotype der Überhelden auf der einen und der Untermenschen auf der anderen Seite entstünden, mache den besonderen Reiz der Geschichte aus. Dieser Reiz wiederum bestehe aus der grenzverschiebenden Schaulust, die diese Form der Darstellung wecke.
Während Snyder den faschistoiden Charakter der Darstellung gar nicht abstritt, wehrte er sich energisch gegen den Vorwurf, der Film sei faschistische Propaganda. In zahlreichen Szenen des Films werde die „Distanz“ und die „Doppelbödigkeit“ zu der Moral der Protagonisten deutlich. Dem Zuschauer werde durch Ironie und vor allem durch die erkennbar übertriebene Inszenierung deutlich gemacht, dass die Protagonisten moralisch bankrott seien und deshalb keine Vorbilder sein könnten.

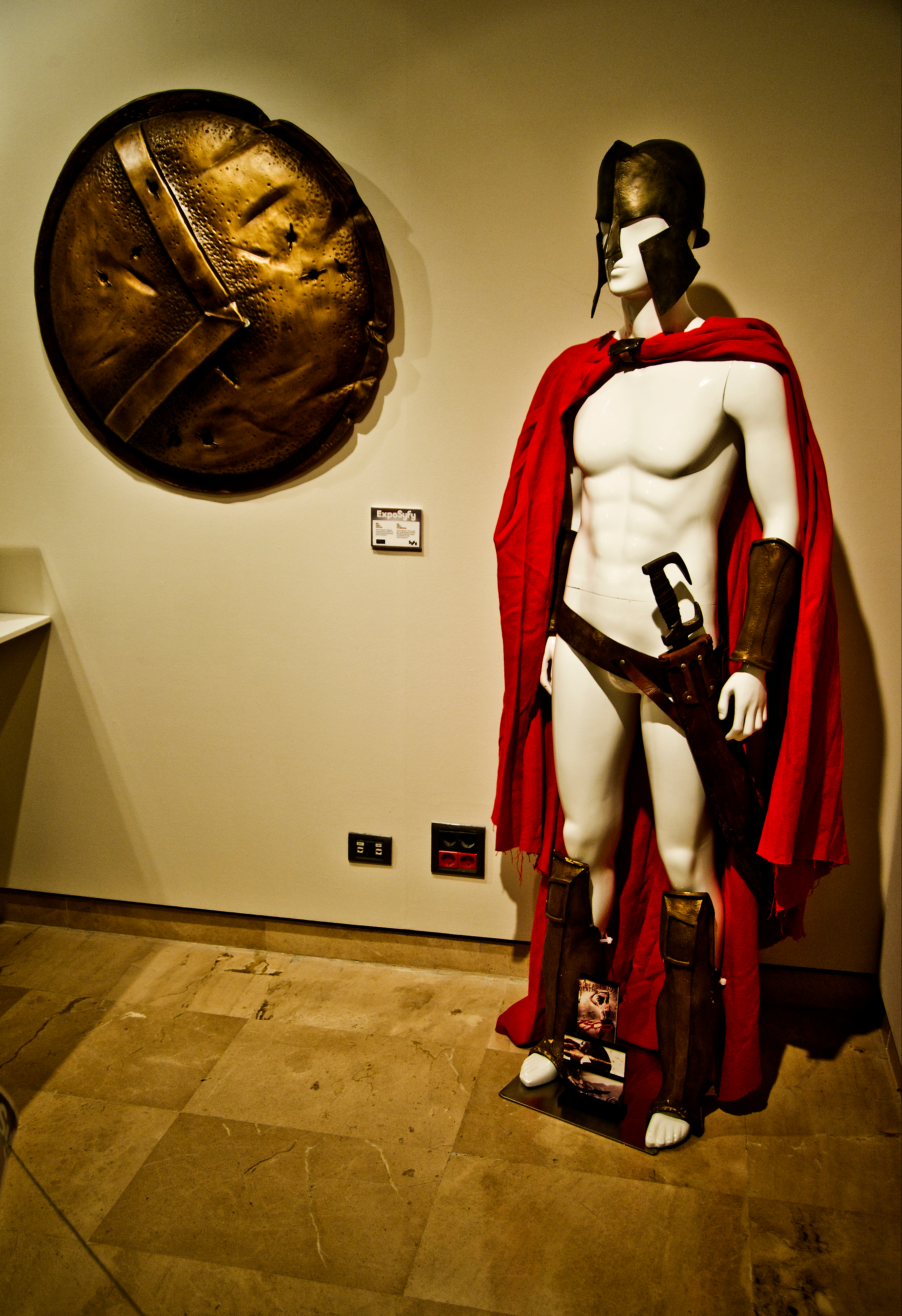
Originalkostüm aus dem Film, ausgestellt bei der ExpoSYFY in San Sebastián, Spanien

Auf die Frage, inwieweit der Film historisch nachvollziehbar sei, erklärte Snyder, er habe „viel recherchiert, allerdings wenig davon verwendet“. In einem Interview mit IGN.com äußerte er, er habe historische Ungenauigkeiten beim Kampfstil und den Kampfformationen, insbesondere der Phalanx, in Kauf genommen, damit diese für den Film geeigneter waren und „cool“ aussehen. Er habe sich so dicht wie möglich an der Comic-Vorlage von Frank Miller orientiert, die auf eine realistische Darstellung wie etwa eine authentische Kostümierung bewusst verzichtet habe. 300 müsse in diesem Zusammenhang wie eine Oper, „wie Kabuki oder ein griechisches Drama“ gesehen werden. „Struktur und Form sind auch da nicht so, dass man denkt: Das ist jetzt die Wirklichkeit.“ Daher ist Snyder der Meinung: „Die Wahrheit kann eine gute Geschichte ruinieren.“
In puncto exzessiver Gewaltdarstellung outete sich Snyder in den Interviews als Fan der ästhetischen Gewalt: „Die Ästhetik, die ich mag, hat nun mal Gewalt als Thema.“ Er liebe „detaillierte Actionszenen“. Auf die Frage nach der (homo-)erotischen Komponente von 300 antwortete Snyder, dass es anscheinend nicht möglich sei, „nackte Männerkörper [zu] inszenieren, ohne notwendig als schwul konnotiert zu werden“. Dass er – anders als in der Comic-Vorlage – auf die Darstellung vollständig nackter Männer verzichtet hat, begründete Snyder mit der damit einhergehenden zusätzlichen Verschärfung der Filmfreigabe-Problematik in den USA.
Auf den Vorwurf, der Film sei Propaganda für die Politik George W. Bush, ein Durchhalte-Film für Irak-Soldaten und ein Seitenhieb gegen die Islamische Republik Iran, antwortete Snyder, er könnte verstehen, dass diese Parallelen gezogen würden, allerdings seien diese zu keiner Zeit beabsichtigt gewesen. Eine Politisierung des Films sei deshalb abwegig und er wolle damit die Konflikte mit Irak und Iran „nicht kommentieren“. Allerdings ärgerte er sich wegen der impliziten Kritik vieler Journalisten an der Bush-Regierung und unterstellt: „wir leben offenbar in einer Welt, in der die Idee verpönt ist, dass man für Freiheit und Demokratie kämpft“.

### Reaktion Irans
Wegen der negativen Darstellung der Perser hat sich Iran, dessen Einwohner Nachfahren von Bewohnern des persischen Großreiches sind, auch bei den Vereinten Nationen über den Film beklagt, mit der Begründung, er sei ein Propagandafilm, der auf die aktuelle Situation im Nahen und Mittleren Osten anspiele und gleichzeitig die Perser als einfältige, grausame Barbaren darstelle. Mit dem Sandalenfilm über die Schlacht zwischen Persern und Spartanern am Thermopylen-Pass hätten die USA „eine neue Front im Krieg gegen Iran“ eröffnet, hieß es im iranischen Fernsehen. Nach Angaben der iranischen Nachrichtenagentur Irna sagte der iranische Kulturminister Hussein Safar Harand, dass die Filmemacher sich an den iranischen Menschen rächen wollten und ihre glorreiche Geschichte und ihren Ruf in Frage stellen. Der kulturpolitische Berater von Präsident Mahmud Ahmadineschad, Javad Schamgari, warf den USA vor, sein Land erniedrigen zu wollen. In den USA, wo der Film ein Kassenschlager wurde, sind manche iranischstämmige US-Amerikaner erbost darüber, dass sich Perserkönig Xerxes I. als rachsüchtiger und launischer Tyrann gebärdet. Davon sei in der Geschichtsschreibung nichts überliefert. Die Spartaner, so die Kritiker, würden andererseits viel fortschrittlicher dargestellt, als sie in Wirklichkeit gewesen seien. Auch der Kritiker des New Yorker zeigte Verständnis für die empörten Iraner: „Man könne ihnen nicht vorwerfen, dass sie kein Verständnis für amerikanische Popkultur hätten.“
Der persischstämmige grüne Bundestagsabgeordnete Omid Nouripour bringt im Nachrichtenmagazin Der Spiegel die Empörung über den Film in Iran mit mangelndem Selbstvertrauen seitens der Iraner in Verbindung. Sie fühlten „sich durch die Darstellung der Perser schlicht verunglimpft“, weshalb sich dort eine Welle der Entrüstung ausbreite. Besonders die krasse Schwarz-Weiß-Darstellung im Film beschmutze den antiken Glanz der Perser. Zwar kritisiert Nouripour 300 und das zweifelhafte Wertesystem der Spartaner, viel schlimmer jedoch sei die mangelnde Souveränität und das fehlende Selbstbewusstsein Irans im Umgang mit einem Film: „Je kleiner das Selbstbewusstsein, desto größer der Schmerz.“
Andreas Platthaus, Redakteur bei der Frankfurter Allgemeinen Sonntagszeitung, weist in einem Gespräch in der 3sat-Sendung Kulturzeit vom 4. April 2007 darauf hin, dass natürlich ein Volk wie die Iraner, das sich auch sonst in der Welt nicht gut verstanden fühlt, mehr Probleme mit diesem Film hat, als beispielsweise die Griechen damit, dass die Athener als „Knabenliebhaber“ beschimpft werden. Trotzdem sei der Film einer der erfolgreichsten, die seit Jahren in Athen in die Kinos gekommen sind.
Dem Umstand, dass sowohl im Vor- als auch im Abspann darauf hingewiesen wird, dass der Film die Geschehnisse aus der Perspektive eines Spartaners erzähle, wurde indes wenig Beachtung geschenkt.

## Auszeichnungen
Der Film, dessen Schauspieler und die Filmcrew wurden für zahlreiche Filmpreise nominiert und erhielten diverse Auszeichnungen.
Bei der Oscarverleihung 2008 wurde 300 für die Kategorien Beste visuelle Effekte und Bestes Make-up vorausgewählt, erhielt jedoch letztendlich keine Nominierung.
Tyler Bates wurde 2007 mit dem BMI Film Music Award ausgezeichnet. Gerard Butler wurde im selben Jahr für seinen Kampf gegen die Unsterblichen mit einem MTV Movie Award für den besten Kampf ausgezeichnet. Chris Watts wurde ebenfalls 2007 bei den Phoenix Film Critics Society Awards in der Kategorie Best Achievement in Visual Effects geehrt. Diese Auszeichnung erhielt er im selben Jahr zusammen mit Grant Freckelton, Derek Wentworth und Daniel Leduc bei den Satellite Awards.
Der Film gewann 2008 den Saturn Award in der Kategorie Best Action/Adventure/Thriller Film und Zack Snyder wurde als bester Regisseur ausgezeichnet. Zudem wurden 2008 diverse Darsteller mit einem Taurus Award für die Kampfszenen zwischen den Spartanern und Persern ausgezeichnet.

## Fortsetzung
Die Fortsetzung 300: Rise of an Empire wurde im Sommer 2012 unter der Regie von Noam Murro gedreht und kam im März 2014 in die Kinos. Der Film handelt von der Schlacht bei Artemision und der Schlacht von Salamis. In den Hauptrollen spielen Eva Green als Herrscherin Artemisia I., Sullivan Stapleton als Themistokles und abermals Rodrigo Santoro als König Xerxes. Der Comic Xerxes, der im Jahr 2018 erschien, stellt nur Teile der Filmhandlung und insgesamt die Zeit der Perserkriege bis zum Untergang des Perserreichs durch Alexander den Großen dar.